# Ardisia ridleyi
Ardisia ridleyi är en viveväxtart som beskrevs av George King och Gamble. Ardisia ridleyi ingår i släktet Ardisia och familjen viveväxter. Inga underarter finns listade i Catalogue of Life.